# Заварник
Заварник (на гръцки: Ζαβαρνικεία, Αβαρνικεία) е бивше село в Зъхна, Северна Гърция.

## Местоположение
Селото е било разположено на около 2,5 km югоизточно от село Каратопрак (Мавролофос), между Заварнишката кула на север и Зарванишката река (Заварникорема, Ялорема), която се влива в Драматица (Ангитис), на юг.

## История

### Етимология
Името Заварник, от което идва гръцката форма Заварникия (Ζαβαρνικεία), идва от За бърдо и топонимична наставка: Ζαβαρνικεία < Ζαβερνικεία < *Zabьrdьnikъ < *Zabьrdьnica.

### Средновековие
От топографски проучвания и данни от разкопки става ясно, че хълмът на местността Заварник е бил непрекъснато обитаван от Класическата епоха до края на XIX век. Изобилие от византийска и османска повърхностна керамика, развалини от стени и хамам от османския период, който оцелява наблизо в добро състояние, поставят селището между хълма и Заварнишката река на юг.
Заварник дълго време е собственост на Ватопедския манастир на Света гора и имаме няколко споменавания за нея в исторически източници. В хрисовул на император Никифор III Вотаниат от януари 1080 година се споменава като предградието Арваникия, близо до Хрисополис (προάστειον εγγύς όντι της Χρυσοπόλεως). Хрисополис  е средновековен град в устието на Струма. В следващите години се срещат формите Ζαβαρνίκεια, Ζαβαρνίκαια, Ζαβερνίκεια, Ζαβαρνίκια.
Като предградие (προάστειον) се среща и в хрисовул на Алексий I Комнин от февруари 1082 година, според който Аварникия (Αβαρνίκεια) има задължението да плати обществена такса от 15 номизми.
Под името Заверникия (Ζαβερνίκεια) е споменато като село в хрисовул на император Андроник II Палеолог от юли 1292 година, с по-прецизно топографско определение: „в тема Сяр, край Струма село Заверникия след областта и правата на това близо до него село, наречено Семалто“ (εν τώ θέματι Σερρών περί που τον Στρυμόνα χωρίον η Ζαβερνίκεια μετά της περιοχής και των δικαίων αυτών πλησίον τούτου έτερον χωρίον επιλεγόμενον Σέμελτον). Семалто (днес Микро Сули) е на 2 km на югоизток.
В документ от преброяването от април 1297 година се посочва, че манастирът Ватопед притежавал „в Заверникия лозе от 10 000 модия и земя от 60 000 модия“ (εις την Ζαβερνίκεια αμπέλιον μοδίων ιε' και γην μοδίων εξακισχιλίων). През същата година като управител на метоха се споменава йеромонах Климент.
През май 1329 година монасите от Ватопед успяват да издействат още една златопечатна грамота за имотите на своя манастир от Андроник III Палеолог.
С хрисовул от 1348 година сръбският владетел Стефан Душан утвърждава собствеността на Ватопедския манастир в неговия метох в Аварникия (Αβαρνίκεια).
Същото прави по-късно през септември 1356 година Йоан V Палеолог, който потвърждава със своята златопечатна грамота, че Ватопедският манастир притежава „Заверникия след кулата и нейните привилегии“ (Ζαβερνίκεια μετά του πύργου και των προνομίων αυτής).

### В Османската империя
Селището под хълма се споменава в османски данъчен регистър от 1454/55 година като Зеварник (Zevarnik) със 174 жители. Под името Севарник (Σεβαρνίκ) се споменава и в документ от 1786 година.
Селото, изглежда, е престанало да съществува около втората половина на XIX век. В 1924 година наоколо все още има изоставени къщи и воденици.